# Christmas at Ground Zero
Christmas at Ground Zero è un singolo del cantante statunitense "Weird Al" Yankovic estratto dall'album Polka Party!.
La canzone è ispirata alle canzoni di Natale del compositore Phil Spector.

## Significato
La canzone è una satira verso la guerra fredda, infatti, anche se sembra una canzone natalizia, parla di una città bombardata da dei missili nucleari.
La canzone è stata bandita in molte stazioni radio, tranne in quella del Dr. Demento.

## Tracce
1. Christmas at Ground Zero – 3:08
2. One of Those Days – 3:15

## Il video
Il video in realtà è una serie di montaggi di alcune scene di esplosioni nucleari tratte da dei vecchi film (in una di queste scene si può vedere l'allora presidente Ronald Reagan).
Nell'ultima scena si vede Weird Al e un gruppo di persone con la maschera antigas che cantano attorno a qualche maceria.